# Efecto invernadero

Esquema del efecto invernadero mostrando los flujos de energía entre el espacio, la atmósfera y superficie de la Tierra. En esta gráfica la radiación absorbida es igual a la emitida, por lo que la Tierra no se calienta ni se enfría. La habilidad de la atmósfera para capturar y reciclar la energía emitida desde la superficie terrestre es el fenómeno que caracteriza al efecto invernadero.

El efecto invernadero es un proceso en el que la radiación térmica emitida por la superficie planetaria es absorbida por los gases de efecto invernadero (GEI) atmosféricos y es irradiada en todas las direcciones. Dado que parte de esta radiación es devuelta hacia la superficie terrestre y la atmósfera inferior, ello resulta en un incremento de la temperatura superficial media respecto a lo que habría en ausencia de los GEI.
Una parte de la radiación solar que llega a la Tierra atraviesa la atmósfera, es reflejada y vuelve al espacio; otra llega al suelo y lo calienta. Este emite calor (radiación infrarroja) y calienta la atmósfera, ya que el calor es retenido por los gases de efecto invernadero.
La radiación solar en frecuencias de la luz visible pasa en su mayor parte a través de la atmósfera para calentar la superficie planetaria, emitiendo posteriormente esta energía en frecuencias menores de radiación térmica infrarroja. Esta última es absorbida por los GEI, los que a su vez irradian mucha de esta energía a la superficie y atmósfera inferior. Este mecanismo recibe su nombre debido a su analogía al efecto de la radiación solar que pasa a través de un vidrio y calienta un invernadero, pero la manera en que atrapa calor la atmósfera es fundamentalmente diferente a como funciona un invernadero de jardinería, que reduce las corrientes de aire, aislando el aire caliente dentro del recinto, evitando la pérdida de calor por convección, aunque el efecto detallado sea algo más complicado.
Sin este efecto invernadero natural, la temperatura de equilibrio de la Tierra sería de unos -18 °C. Sin embargo, la temperatura media de la superficie terrestre es de unos 14 °C, una diferencia cercana a 33 °C que nos da una idea de la magnitud del efecto.
El efecto invernadero natural de la Tierra hace posible la vida como la conocemos. Sin embargo, las actividades humanas, principalmente la quema de combustibles fósiles y la deforestación, han intensificado el fenómeno natural, causando un calentamiento global.
El efecto invernadero fue propuesto por Joseph Fourier en 1824, descubierto en 1860 por John Tyndall, investigado cuantitativamente por primera vez por Svante Arrhenius en 1896 y desarrollado en la década de 1930 hasta acabada la década de 1960 por Guy Stewart Callendar.

## Balance energético de la Tierra

Esquema del balance anual de energía del planeta Tierra desarrollado por Trenberth, Fasullo y Kiehl de la NCAR en 2008. Se basa en datos del periodo de marzo de 2000 a mayo de 2004 y es una actualización de su trabajo publicado en 1997. La superficie de la Tierra recibe 161 W/m² de radiación solar y 333 W/m² de radiación infrarroja emitida por los gases de efecto invernadero de la atmósfera, haciendo un total de 494 W/m². La superficie de la Tierra emite un total de 493 W/m² entre radiación térmica, calor latente y calor sensible (396+80+17), supone una absorción neta de calor de 0,9 W/m², que en el presente está provocando el calentamiento de la Tierra. Diferentes mediciones de las últimas dos décadas indican que la Tierra está absorbiendo entre 0,5 y 1 W/m² más que lo que emite al espacio (ver texto)

En la atmósfera, el mantenimiento del equilibrio entre la recepción de la radiación solar y la emisión de radiación solar infrarroja devuelve al espacio, aproximadamente, la misma energía que recibe del Sol. Esta acción de equilibrio se llama balance energético de la Tierra y define la temperatura media del planeta.
En un período suficientemente largo el sistema climático tiende a un equilibrio donde la radiación solar entrante en la atmósfera está compensada por la radiación térmica saliente. A toda alteración de este balance de radiación, ya sea por causas naturales u originado por el hombre (antropogénico), se denomina un forzamiento radiativo y supone un cambio de la temperatura de equilibrio.
Mediciones de las últimas dos décadas indican que la Tierra está absorbiendo entre 0,5 y 1 W/m² más que lo que emite al espacio. Este desequilibrio ha sido causado muy probablemente por el aumento de la concentración de los gases de efecto invernadero. Como resultado, el sistema climático se ajusta provocando los síntomas que asociamos al cambio climático: aumento de temperaturas superficiales, reducción de la cubierta de hielo y subida del nivel del mar, principalmente.

## Mecanismo del efecto invernadero
Una comprensión adecuada del mecanismo de efecto invernadero requiere conocer en profundidad las propiedades de la radiación térmica, las propiedades de absorción y emisión de los gases de efecto invernadero, la estructura de la atmósfera y la teoría del transporte radiativo aplicada a la atmósfera. Sin embargo, se puede obtener una imagen simplificada del efecto que contiene todos los ingredientes para entender cómo el aumento de la concentración de CO2 afecta a la estructura de la atmósfera.

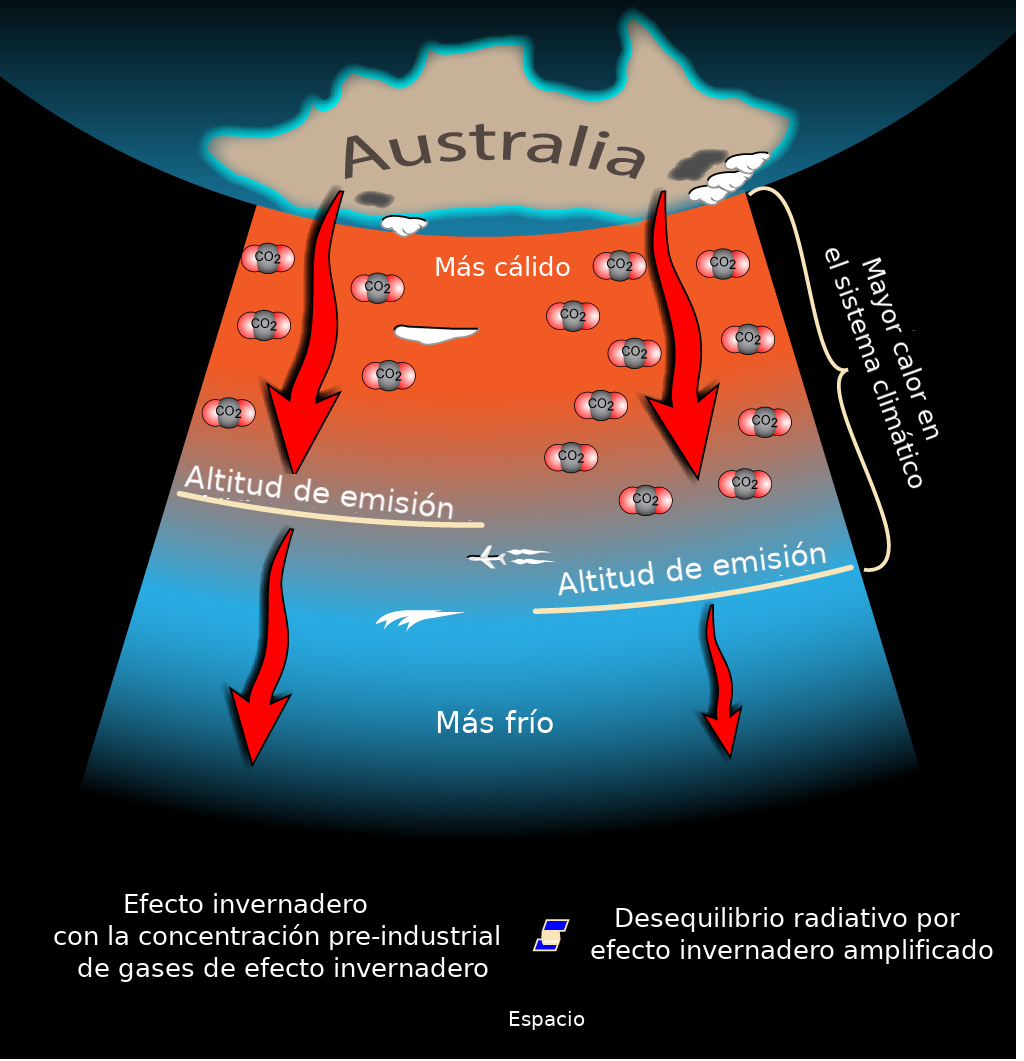
Desequilibrio radiativo provocado por el efecto invernadero amplificado consecuencia de las emisiones industriales

- El punto de partida es la observación de la casi transparencia de la atmósfera al paso la luz solar, de tal forma que la superficie terrestre y la parte baja de la atmósfera absorben unos 240 W/m² en promedio.[46][47][48]

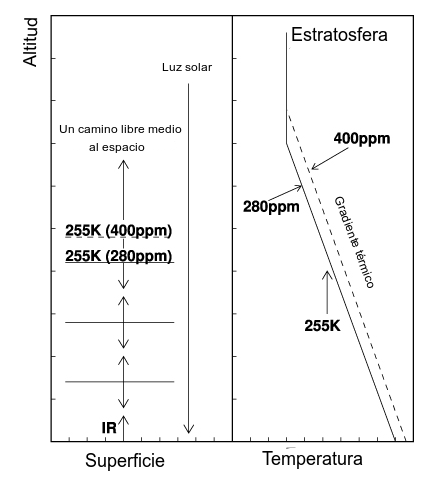
Ilustración del modelo simplificado de calentamiento global por el aumento de la concentración de CO2 de 280 a 400 ppm. El cuadro de la izquierda muestra la radiación no absorbida de la luz solar que incide sobre la superficie, que luego vuelve a irradiar en el infrarrojo (IR). Se produce una fuerte absorción de IR debido a los gases de efecto invernadero que la atmósfera calentada irradia de capa a capa (representada por líneas horizontales). Cuando la atmósfera se vuelve tan delgada que hay menos de un recorrido libre medio al espacio exterior para el IR, la absorción cesa (capa etiquetada 255 K, 280 ppm). En este nivel, la temperatura es de 255 K (-18ºC) y hay un equilibrio entre la energía irradiada desde la Tierra y la recibida del Sol. Al agregar CO2 a la atmósfera, se reduce el valor del recorrido libre medio hasta el espacio exterior y la emisión de radiación tiene lugar a una mayor altitud (línea discontinua etiquetada 255 K 400 ppm). El cuadro de la derecha muestra la temperatura (eje x) en función de la altitud. La temperatura en la estratosfera es casi constante, pero varía linealmente a una altitud más baja con una pendiente fija (gradiente térmico). El aumento de la altitud a la que se emite la radiación al espacio desplaza el gradiente térmico a la línea discontinua a la derecha, lo que aumenta la temperatura de la superficie de la Tierra.

- Ilustración del modelo simplificado de calentamiento global por el aumento de la concentración de CO2 de 280 a 400 ppm. El cuadro de la izquierda muestra la radiación no absorbida de la luz solar que incide sobre la superficie, que luego vuelve a irradiar en el infrarrojo (IR). Se produce una fuerte absorción de IR debido a los gases de efecto invernadero que la atmósfera calentada irradia de capa a capa (representada por líneas horizontales). Cuando la atmósfera se vuelve tan delgada que hay menos de un recorrido libre medio al espacio exterior para el IR, la absorción cesa (capa etiquetada 255 K, 280 ppm). En este nivel, la temperatura es de 255 K (-18ºC) y hay un equilibrio entre la energía irradiada desde la Tierra y la recibida del Sol. Al agregar CO2 a la atmósfera, se reduce el valor del recorrido libre medio hasta el espacio exterior y la emisión de radiación tiene lugar a una mayor altitud (línea discontinua etiquetada 255 K 400 ppm). El cuadro de la derecha muestra la temperatura (eje x) en función de la altitud. La temperatura en la estratosfera es casi constante, pero varía linealmente a una altitud más baja con una pendiente fija (gradiente térmico). El aumento de la altitud a la que se emite la radiación al espacio desplaza el gradiente térmico a la línea discontinua a la derecha, lo que aumenta la temperatura de la superficie de la Tierra.[49]Para mantener el balance energético del planeta, la misma cantidad aproximadamente de energía tiene que ser devuelta al espacio.[50]
- La superficie terrestre emite radiación infrarroja que no puede escapar directamente al espacio debido a la absorción de los gases de efecto invernadero. Estos gases re-emiten de nuevo la radiación en todas direcciones, con lo que la parte de la radiación sigue ascendiendo y la otra parte es devuelta en la dirección de la superficie.[51]
- La radiación continúa ascendiendo por una atmósfera cada vez menos densa (por tanto menos absorbente) y más seca y fría.[42]
- Aunque la radiación escapa al espacio desde distintas altitudes en la troposfera, el efecto es equivalente a que el grueso de la radiación se emita desde una zona en mitad de la troposfera a unos 5 km de altitud[48] con una temperatura efectiva de -18 °C, que es la temperatura de equilibrio que provoca una emisión térmica de unos 240 W/m², compensando la absorción de radiación solar.[9][10][11]
- El gradiente térmico de la atmósfera (-6,5 °C/km[52]), fijado por la expansión adiabática del aire en equilibrio hidrostático,[53][54] establece una temperatura media superficial a unos 14 °C,[55][56] unos 33 °C mayor que la temperatura de la zona efectiva de emisión, lo que nos proporciona una medida de la magnitud del efecto invernadero.[57]
- Podemos entender así el efecto invernadero como la traslación de la zona de emisión efectiva desde la superficie hasta una altitud elevada de la atmósfera.[37][43][58]

Si se aumentan la cantidad de gases de efecto invernadero en la atmósfera se produce una amplificación del efecto invernadero descrita de la siguiente manera:
- Los gases de larga permanencia como el CO2 se distribuyen por toda la atmósfera, invadiendo la parte alta de la troposfera.[59]
- El grueso de la radiación infrarroja sólo puede escapar al espacio desde mayor altitud, donde la atmósfera es más seca y fría.
- La zona de emisión efectiva asciende, de esta manera, hasta una zona de la atmósfera donde la temperatura es menor que -18 °C, emitiendo menos energía al espacio y creando un desequilibrio radiativo.
- El excedente de radiación solar calienta así la atmósfera hasta alcanzar un nuevo equilibrio donde la zona de emisión efectiva vuelva a alcanzar una temperatura de -18 °C.
- Como el gradiente térmico permanece constante a -6,5 °C/km, la consecuencia final de todo el proceso es un aumento de la temperatura de la superficie; Se ha producido un calentamiento global.

## Gases de efecto invernadero

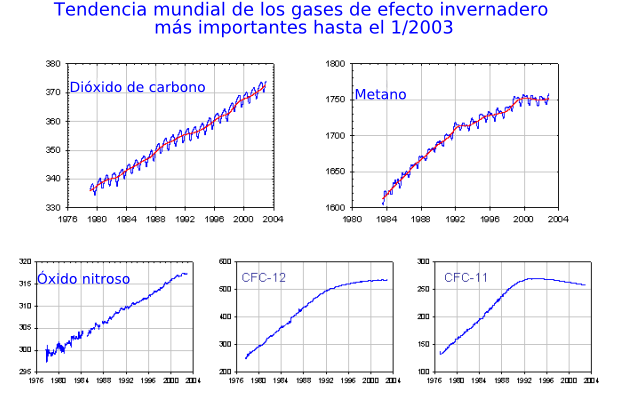
Incrementos en la atmósfera de los cinco gases responsables del 97 % del efecto invernadero antropogénico en el periodo 1976-2003.

Forzamiento radiativo entre 1750 y 2005 según estimaciones del IPCC.

Los denominados gases de efecto invernadero o gases invernadero, responsables del efecto descrito, son los siguientes:
- Vapor de agua (H2O)
- Dióxido de carbono (CO2)
- Metano (CH4)
- Óxido de nitrógeno (N2O)
- Ozono (O3)
- Clorofluorocarburos (CFC)

Si bien todos ellos (salvo los CFC) son naturales, en tanto que ya existían en la atmósfera antes de la aparición del ser humano, desde la Revolución industrial y debido principalmente al uso intensivo de los combustibles fósiles en las actividades industriales y el transporte, se han producido sensibles incrementos en las cantidades de óxido de nitrógeno y dióxido de carbono emitidas a la atmósfera, con el agravante de que otras actividades humanas, como la deforestación, han limitado la capacidad regenerativa de la atmósfera para eliminar el dióxido de carbono, principal responsable del efecto invernadero.
| Gases de Efecto invernadero afectados por actividades humanas                                           | Gases de Efecto invernadero afectados por actividades humanas | Gases de Efecto invernadero afectados por actividades humanas | Gases de Efecto invernadero afectados por actividades humanas | Gases de Efecto invernadero afectados por actividades humanas | Gases de Efecto invernadero afectados por actividades humanas | Gases de Efecto invernadero afectados por actividades humanas |
| Descripción                                                                                             | CO2                                                           | CH4                                                           | N2O                                                           | CFC-11                                                        | HFC-23                                                        | CF4                                                           |
| --- | ------------------------------------------------------------- | ------------------------------------------------------------- | ------------------------------------------------------------- | ------------------------------------------------------------- | ------------------------------------------------------------- | ------------------------------------------------------------- |
| Concentración preindustrial                                                                             | 280 ppm                                                       | 700 ppb                                                       | 270 ppb                                                       | 0                                                             | 0                                                             | 40 ppt                                                        |
| Concentración en 1998                                                                                   | 365 ppm                                                       | 1.745 ppb                                                     | 314 ppb                                                       | 268 ppt                                                       | 14 ppt                                                        | 80 ppt                                                        |
| Permanencia en la atmósfera                                                                             | de 5 a 200 años                                               | 12 años                                                       | 114 años                                                      | 45 años                                                       | 260 años                                                      | +50 000 años                                                  |
| Fuente: ICCP, Clima 2001, La base científica, Resumen técnico del Informe del Grupo de Trabajo I, p. 38 |                                                               |                                                               |                                                               |                                                               |                                                               |                                                               |

## Emisiones antropogénicas de gases de efecto invernadero (GEI) de larga permanencia
Las actividades humanas generan emisiones de cuatro GEI de larga permanencia: CO2, metano (CH4), óxido nitroso (N2O) y halocarbonos (gases que contienen flúor, cloro o bromo).

La denominada curva Keeling muestra el continuo crecimiento de CO_{2} en la atmósfera desde 1958. Recoge las mediciones de Keeling en el observatorio del volcán Mauna Loa. Estas mediciones fueron la primera evidencia significativa del rápido aumento de CO_{2} en la atmósfera y atrajo la atención mundial sobre el impacto de las emisiones de los gases invernaderos.

Cada GEI tiene una influencia térmica (forzamiento radiativo) distinta sobre el sistema climático mundial por sus diferentes propiedades radioactivas y períodos de permanencia en la atmósfera. Tales influencias se homogeneizan en una métrica común tomando como base el forzamiento radiativo por CO2 (emisiones de CO2-equivalente). Homogeneizados todos los valores, el CO2 es con mucha diferencia el gas invernadero antropógeno de larga permanencia más importante, representando en 2004 el 77 % de las emisiones totales de GEI antropógenos. 
Según estudios realizados por el Panel Intergubernamental de Cambio Climático (2007) demuestran que:
```
Las emisiones mundiales de Gases de efecto invernadero por efecto de actividades humanas han aumentado, desde la era preindustrial, en un 70% entre 1970 y 2004. Las emisiones anuales de dióxido de carbono (CO2), aumentaron en torno a un 80% entre 1970 y 2004.
```

Pero el problema no solo es la magnitud sino también las tasas de crecimiento. Además en los últimos años el incremento anual se ha disparado: en el reciente periodo 1995-2004, la tasa de crecimiento de las emisiones de CO2-eq fue de (0,92 GtCO2-eq anuales), más del doble del periodo anterior 1970-1994 (0,43 GtCO2-eq anuales).
Ya se ha señalado que la concentración de CO2 en la atmósfera ha pasado de un valor de 280 ppm en la época preindustrial a 379 ppm en 2005. El CH4 en la atmósfera ha cambiado de los 715 ppmm en 1750 (periodo preindustrial) hasta 1732 ppmm en 1990, alcanzando en 2005 las 1774 ppmm. La concentración mundial de N2O en la atmósfera pasó de 270 ppmm en 1750 a 319 ppmm en 2005. Los halocarbonos prácticamente no existían en la época preindustrial y las concentraciones actuales se deben a la actividad humana.
Según el Informe Stern que estudió el impacto del cambio climático y el calentamiento global en la economía mundial, encargado por el gobierno británico y publicado en 2006, la distribución total mundial de las emisiones de GEI por sectores es: un 24 % se debe a la generación de electricidad, un 14 % a la industria, un 14 % al transporte, un 8 % a los edificios y un 5 % más a actividades relacionadas con la energía. Todo ello supone unas 2/3 partes del total y corresponde a las emisiones motivadas por el uso de la energía. Aproximadamente el 1/3 restante se distribuye de la siguiente forma: un 18 % por el uso del suelo (incluye la deforestación), un 14 % por la agricultura y un 3 % por los residuos.
Entre 1970 y 2004, las mejoras tecnológicas han frenado las emisiones de CO2 por unidad de energía suministrada. Sin embargo, el crecimiento mundial de los ingresos (77 %) y el crecimiento mundial de la población (69 %), han originado nuevas formas de consumo y un incremento de consumidores de energía. Esta es la causa del aumento de las emisiones de CO2 en el sector de la energía.
También, el Informe Stern señala que, desde el año 1850, Estados Unidos y Europa han generado el 70 % de las emisiones totales de CO2.
| Emisiones de CO2 en el mundo procedentes de combustibles fósiles (1990-2007) | Emisiones de CO2 en el mundo procedentes de combustibles fósiles (1990-2007) | Emisiones de CO2 en el mundo procedentes de combustibles fósiles (1990-2007) | Emisiones de CO2 en el mundo procedentes de combustibles fósiles (1990-2007) | Emisiones de CO2 en el mundo procedentes de combustibles fósiles (1990-2007) | Emisiones de CO2 en el mundo procedentes de combustibles fósiles (1990-2007) | Emisiones de CO2 en el mundo procedentes de combustibles fósiles (1990-2007) |
| Descripción                                                                  | 1990                                                                         | 1995                                                                         | 2000                                                                         | 2005                                                                         | 2007                                                                         | % Cambio 90-07                                                               |
| ---------------------------------------------------------------------------- | ---------------------------------------------------------------------------- | ---------------------------------------------------------------------------- | ---------------------------------------------------------------------------- | ---------------------------------------------------------------------------- | ---------------------------------------------------------------------------- | ---------------------------------------------------------------------------- |
| CO2 en millones de toneladas                                                 | 20.980                                                                       | 21.810                                                                       | 23.497                                                                       | 27.147                                                                       | 28.962                                                                       | 38,0 %                                                                       |
| Población mundial en millones                                                | 5.259                                                                        | 5.675                                                                        | 6.072                                                                        | 6.382                                                                        | 6.535                                                                        | 25,7 %                                                                       |
| CO2 per cápita en toneladas                                                  | 3,99                                                                         | 3,84                                                                         | 3,87                                                                         | 4,20                                                                         | 4,38                                                                         | 9,8 %                                                                        |
| Fuente: Agencia Internacional de la Energía                                  |                                                                              |                                                                              |                                                                              |                                                                              |                                                                              |                                                                              |

## Historia del conocimiento científico del efecto invernadero
El matemático francés Joseph Fourier es considerado por muchas fuentes como el primer científico en describir el efecto invernadero en un artículo de 1824 con el título Observaciones generales sobre las temperaturas de la tierra y los espacios planetarios. Se le suele atribuir la idea de que la Tierra se mantenía templada porque la atmósfera actúa como el cristal de un invernadero, dejando pasar los rayos solares pero reteniendo la radiación térmica emitida por la superficie. El párrafo clave de su artículo de 1824 afirmaba:
"La temperatura [de la Tierra] puede aumentarse por la interposición de la atmósfera, puesto que el calor en el estado de luz encuentra menor resistencia a penetrar el aire que al traspasarlo de nuevo cuando se ha convertido en calor no-luminoso".
Pero lo cierto es que fue el químico sueco Svante August Arrhenius quién, su artículo de 1896, inició esta falsa atribución de la analogía con un invernadero de jardinería, término que Fourier jamás mencionó en sus escritos sobre la temperatura terrestre.
Fourier veía la atmósfera como un heliotermómetro de Saussure gigante, un termómetro cubierto por una caja de madera ennegrecida con tapa de cristal, interpuesto entre la superficie de la Tierra y un espacio exterior lleno de éter y calentado por las estrellas. Consideraba, erróneamente, que era la temperatura del espacio el factor relevante en la temperatura de la Tierra y no tenía claro el papel de la atmósfera. Su artículo de 1824 estaba situada en un marco de ideas previas donde cabe destacar la observación de Edme Mariotte en 1681 del paso de la luz solar sin dificultades a través del vidrio mientras el calor procedente de las superficies calentadas por el sol es retenido, los experimentos de Horace Benedict de Saussure de 1774 con el heliotermómetro y las ideas del propio Fourier en 1807 cuando escribió sobre el calentamiento desigual en las diferentes partes del globo. Fourier sin embargo sentó las bases de la comprensión del efecto invernadero en la atmósfera utilizando el conceptos de balance de energía y la observación de Marriotte.
En 1836, el físico francés Claude Pouillet continuó en la línea de las ideas de Fourier argumentando que la temperatura de equilibrio de la atmósfera tiene que ser inferior a la del espacio exterior y superior a la temperatura de la superficie terrestre. Esto es debido, según Pouillet, a que "el estrato atmosférico ejerce una mayor absorción sobre los rayos terrestres que sobre los solares".

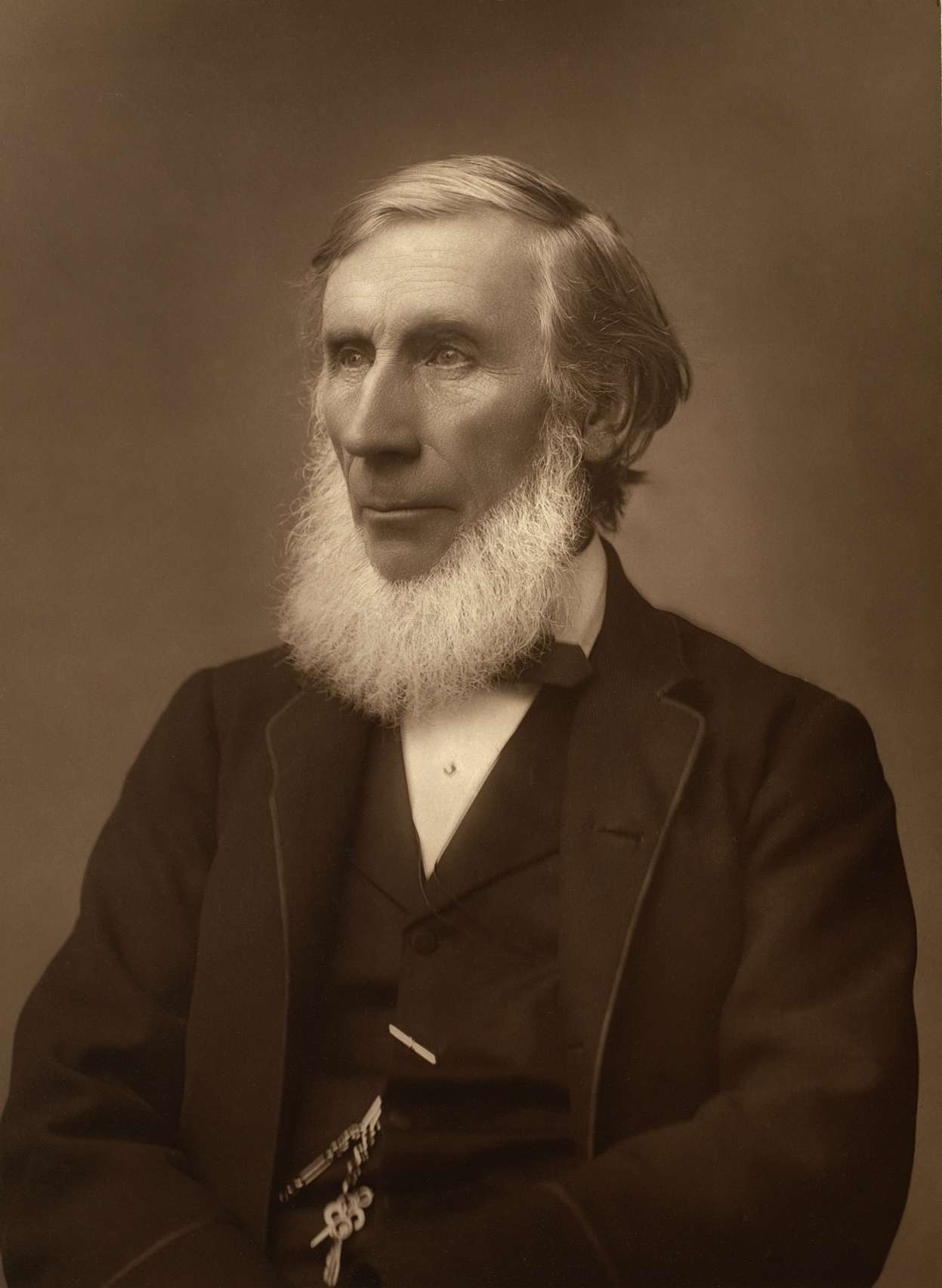
John Tyndall en 1885.

En 1856, la climatóloga estadounidense Eunice Newton Foote presentó en la AAAS el resultado de sus experimentos con cilindros calentados al sol rellenos con diferentes gases. Descubrió, aparentemente, que el aire rarificado en un cilindro se calentaba menos que el aire a presión normal y que, por el contrario, el aire húmedo se calentaba más. Y algo más interesante aún; en sus propias palabras, “el mayor efecto lo he encontrado en el gas ácido carbónico”.
Newton Foote, conocedora del debate sobre las causas del clima cálido y húmedo del Devónico tardío y el inicio del Carbonífero, hace unos 360 millones de años, cayó en la cuenta de que en dicho periodo la atmósfera albergaba un alto contenido en CO2 (unas 500-1000 ppmv) concluyendo, en sus propias palabras, que “una atmósfera de ese gas podría darle a nuestra Tierra una elevada temperatura; y como algunos suponen, en algún periodo de su historia, el aire estuvo mezclado en éste en una proporción mayor que la actual, con lo que debería haber resultado necesariamente un incremento de la temperatura provocada por su propia acción y por el aumento del peso del aire”.

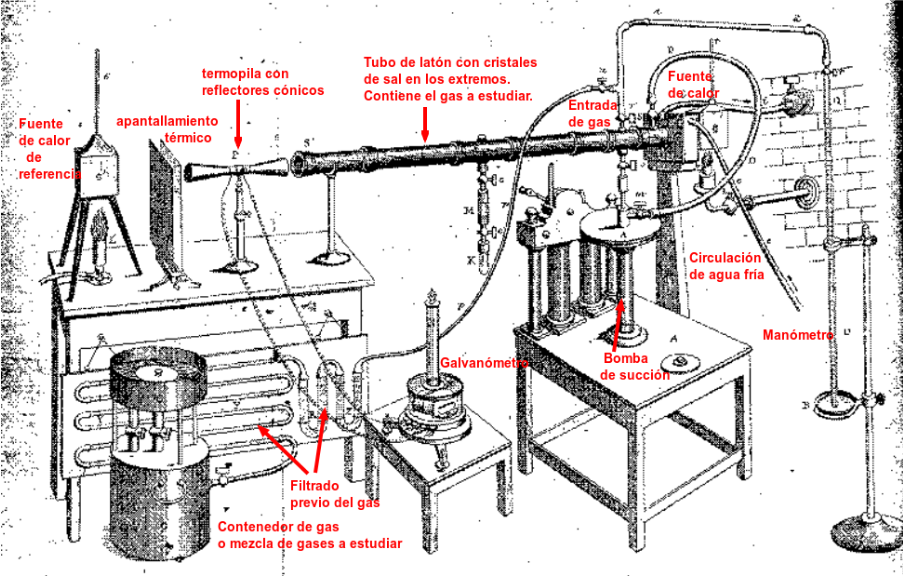
Montaje experimental de John Tyndall para medir la absorción infrarroja de diferentes gases atmosféricos. Tyndall, John, 1861

En 1859 John Tyndall descubrió que moléculas de gases como CO2, el metano y el vapor de agua bloquean la radiación infrarroja, lo que no sucede con el oxígeno y el nitrógeno. Se considera habitualmente a Tyndall como el descubridor del mecanismo de absorción de los gases de efecto invernadero en la atmósfera que no llegaron a dilucidad ni Fourier ni Poulliet y que los experimentos de Foote, que no separaban la componente infrarroja, no llegaron a demostrar.
Tyndall mejoró los experimentos de Foote utilizando una fuente de rayos oscuros (denominación de la época de la radiación térmica infrarroja) y aisló el gas a estudiar en un tubo de latón tapados por ambos extremos con cristales de sal con objeto de dejar pasar solo el infrarrojo y demostrar así, más allá de toda duda razonable, que el CO2 absorbía en este rango del espectro calentando el gas del recipiente. Tyndall también estuvo motivado por la causas de los climas del pasado, en este caso el mecanismo de los cambios de temperatura en las eras glaciales.
En 1896, el químico sueco Svante August Arrhenius completó un modelo numérico calculado manualmente cuyo resultado indicaba que la reducción de un 40% de CO2 en la atmósfera podría reducir la temperatura en Europa unos 4-5 °C, unos valores bastante representativos de lo ocurrido durante las eras glaciales. El trabajo de Arrhenius se considera el primer modelo climático de la historia que incluía los elementos básicos, como la retroalimentación por vapor de agua, y que arrojaba una primera estimación de la sensibilidad climática, es decir, la variación de temperatura para una duplicación de la concentración de CO2 en la atmósfera, que Arrhenius estimó en 5-6 °C un valor algo elevado comparado con los 1,5-4,5 °C estimados actualmente, debido probablemente al espectro de absorción utilizado en su modelo.
La inspiración de Arrhenius para su modelo procedió de una conferencia del geólogo Arvid Gustaf Högbom en la Sociedad Sueca de Quimíca a finales de 1894 sobre los mecanismos geo-químicos que podrían cambiar la concentración de CO2 en la atmósfera, lo que hoy denominamos el ciclo del carbono. Utilizando los números de Högbom, Arrhenius estimó que las emisiones industriales de CO2 serían un factor relevante en los próximos miles de años.
Arrhenius publicó en 1903 Lehrbuch der Kosmischen Physik (Tratado de física del cosmos). En 1906 saldría a la venta en sueco y en alemán una versión reducida y actualizada que fue traducida al inglés en 1908 con el título Worlds in the making, la misma obra donde popularizaba la hipótesis de la panspermia. Arrhenius estimaba en Worlds in the making que el consumo anual de carbón de la época se elevaba a unos 900 millones de toneladas, lo que significaban tan solo una contribución de 1/700 del CO2 ya presente en la atmósfera. Estimó además que una fracción tan alta como ⅚ de las emisiones eran absorbidas por los océanos, por lo que pasarían siglos antes de que fuesen relevantes. Actualmente se sabe que los océanos han absorbido un 48 % del CO2 antropogénico desde 1800.
En 1901, el meteorólogo sueco Nils Gustaf Ekholm publicó una revisión de sesenta páginas del estado del conocimiento sobre las causas de las variaciones de la temperatura de la Tierra a escalas temporales históricas y geológicas. En esta revisión ayuda a propagar la analogía del invernadero de jardinería pero, simultáneamente, introduce la primera explicación sencilla pero correcta del mecanismo de calentamiento de la atmósfera por gases de efecto invernadero:
"La atmósfera desempeña una parte muy importante de un doble carácter en cuanto a la temperatura de la superficie terrestre, de las cuales la primera fue apuntada por Fourier, mientras que la otra fue señalada por Tyndall. En primer lugar, la atmósfera puede actuar como el cristal de un invernadero, dejando pasar los rayos de luz del sol con relativa facilidad, y absorbiendo una gran parte de los rayos oscuros [infrarrojo] emitidos desde el suelo, y por tanto, aumentando la temperatura media de la superficie terrestre. En segundo lugar, la atmósfera actúa como acumulador de calor colocado entre el suelo relativamente caliente y el espacio frío, y por tanto disminuyendo en un grado elevado las variaciones anuales, diurnas, y locales de la temperatura.
Hay dos cualidades de la atmósfera que producen estos efectos. Una es que la temperatura de la atmósfera en general, disminuye con la altura sobre el suelo o el nivel del mar, debido en parte al calentamiento dinámico del descenso de las corrientes de aire y la refrigeración dinámica de las ascendentes, como se explica en la teoría mecánica del calor. La otra es que la atmósfera, absorbiendo sólo un poco de la insolación y la mayoría de la radiación del suelo, recibe una parte considerable de su almacén de calor de la tierra por medio de radiación, contacto, convección y conducción, mientras que la superficie de la tierra se calienta principalmente por la radiación directa del sol a la que el aire es transparente.
Se sigue de esto que la radiación de la tierra al espacio no se emite directamente desde el suelo, sino, en promedio, desde una capa de la atmósfera que tiene una altura considerable sobre el nivel del mar. La altura de esta capa depende de las propiedades térmicas de la atmósfera, y variará con esas propiedades. Cuanto mayor es el poder de absorción del aire para los rayos de calor emitidos desde el suelo, mayor será la altitud de dicha capa, pero cuanto más elevada esté la capa, menor será su temperatura relativa a la de la superficie; y como la radiación desde dicha capa hacia el espacio es menor cuanto más baja es su temperatura, se deduce que la superficie será más caliente cuanto más elevada esté la capa radiante."
En las décadas siguientes, las teoría de Arrhenius fue descargada por las siguientes razones:
- La observación publicada en 1898 de la superposición de las bandas de absorción del vapor de agua, más abundante en la atmósfera, sobre las de CO2[90][91]
- El experimento crucial de Knut Ångström en 1900[92] que convenció a la comunidad de que el efecto del dióxido de carbono tenía consecuencias limitadas.[93][94] Dicho efecto se conoció como saturación del CO2 a la absorción del infrarrojo. Sin embargo, el resultado fue incorrecto.[95]

En 1931, el físico estadounidense Edward Olson Hulburt rehízo los cálculos de Arrhenius y rescató la teoría del papel jugado por el CO2 en las eras glaciares. Pero su publicación pasó desapercibida en la comunidad de meteorólogos.
En 1938, el ingeniero británico, especialista en vapor, Guy Stewart Callendar rescataba y mejoraba la teoría de Arrhenius del CO2 como disparador de las eras glaciales, en las que estaba interesado como miembro aficionado de la Royal Meteorological Society y la British Glaciological Society. Demostró así que la absorción del CO2 en la atmósfera era más importante de los que se creía hasta entonces, de tal manera que, a partir de los cincuenta, el aumento de temperatura debido al CO2 antropogénico fue conocido como efecto Callendar. Además, atribuyó un calentamiento de 0,3 °C al CO2 industrial emitido desde 1880 hasta finales de la década de los treinta, en bastante acuerdo con estimaciones recientes.
Entre otros, Roger Revelle, director del Scripps Institution of Oceanography, en California, creía que la sugerencia de Callendar era implausible: cualquier "exceso" de CO2 atmosférico sería —en su opinión— absorbido por procesos naturales. Finalmente, Charles David Keeling, trabajando bajo la dirección de Revelle y en el marco del Año Geofísico Internacional, llevó a cabo una serie de medidas, entre 1957 y 1959, en sitios remotos y viento arriba de sitios poblados (Keeling usaba datos de una estación en Mauna Loa y otra en la Antártica) durante los dieciocho meses del año geofísico.
Los resultados fueron claros y negativos para la posición de Revelle, mostrando sin dudas que no sólo había habido un incremento del dióxido de carbono atmosférico con relación al siglo XIX, sino que además incluso había habido un incremento durante el periodo de las mediciones mismas.
En 1958, los meteorólogos suecos Bert Bolin y Erik Eriksson mostraron el error de Revelle y Sues en su artículo del año anterior y la cuestión quedó sanjada definitivamente: los océanos no podían absorber todas las emisiones industriales.
Un poco antes, la Organización Meteorológica Mundial ya había iniciado diversos planos de seguimiento, los cuales tenían como objetivo entre otras cosas, el de calcular los niveles de CO2 en la troposfera. Esas observaciones fueron facilitadas por el desarrollo —en la década de 1940— de la espectrofotometría de infrarrojos. 
El físico canadiense Gilbert Norman Plass completó los cálculos de transferencia radiativa en la atmósfera en el año 1956 y cerró definitivamente el debate con un artículo de divulgación publicado el mismo año donde desmonta brillantemente la objeción de la saturación de la absorción del CO2 basada en el experimento de Knut Ångström y la objeción de la superposición de las líneas espectrales del CO2 y el vapor de agua.
Plass cálculo la sensibilidad climática en 3,6 °C para una duplicación de la concentración de CO2, un valor muy próximo a la mejor estimación actual de 3,0±1,5 °C.

## Calentamiento global y cambio climático producido por los gases de efecto invernadero
El cambio climático está cambiando el planeta y los humanos contribuimos diariamente a incrementarlo. En los últimos 100 años la temperatura media global del planeta ha aumentado 0,7 °C, siendo desde 1975 el incremento de temperatura por década de unos 0,15 °C. En lo que resta de siglo, según el IPCC, la temperatura media mundial aumentará en 2-3 °C. Este aumento de temperatura supondrá para el planeta el mayor cambio climático en los últimos 10 000 años y será difícil para las personas y los ecosistemas adaptarse a este cambio brusco.
En los 400 000 años anteriores, según conocemos por los registros de núcleos de hielo, los cambios de temperatura se produjeron principalmente por cambios de la órbita de la Tierra alrededor del Sol. En el tiempo actual, los cambios de temperatura se están originando por los cambios en el dióxido de carbono de la atmósfera. En los últimos 100 años, las concentraciones atmosféricas de CO2 han aumentado en un 30 % debido a la combustión antropogénica de los combustibles fósiles. El aumento constante del CO2 atmosférico ha sido el responsable de la mayor parte del calentamiento. Este calentamiento no puede ser explicado por causas naturales: las mediciones de los satélites no muestran variaciones de entidad en la energía procedente del Sol en los últimos 30 años; las tres grandes erupciones volcánicas producidas en 1963, 1982 y 1991 han generado aerosoles que reflejaban la energía solar, lo cual produjo cortos periodos de enfriamiento.

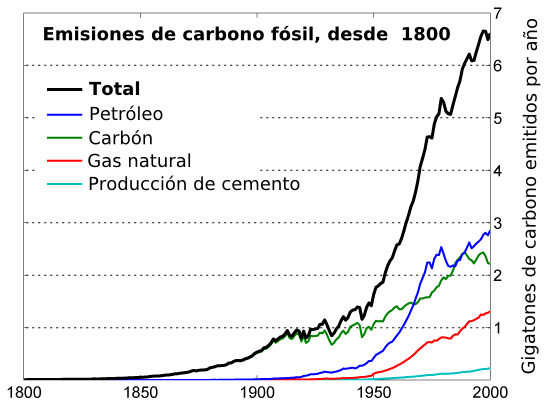
En la Tierra a partir del año 1950 se dispararon las emisiones debidas a la combustión de combustibles fósiles, tanto las de petróleo como las de carbón y gas natural.

El calentamiento atmosférico actual es inevitable, estando producido por las emisiones de gases invernadero pasadas y actuales. 150 años de industrialización y de emisiones han modificado el clima y continuará repercutiendo en el mismo durante varios cientos de años, aun en la hipótesis de que se redujeran las emisiones de gases de efecto invernadero y se estabilizara su concentración en la atmósfera. El IPCC en su informe de 2007 manifiesta: «Hay un alto nivel de coincidencia y abundante evidencia respecto a que con las políticas actuales de mitigación de los efectos del cambio climático y con las prácticas de desarrollo sostenible que aquellas conllevan, las emisiones mundiales de GEI seguirán aumentando en los próximos decenios». Una de las estimaciones de futuro de la Agencia Internacional de la Energía en un informe de 2009 pasa de 4 t de emisión de CO2 por persona en 1990, a 4,5 t en 2.020 y a 4,9 t en 2.030. Esto significaría que el CO2 emitido y acumulado desde 1890, pasaría de 778 Gt en 1990, a 1608 Gt en 2020 y a 1984 Gt en 2030.
Las consecuencias del cambio climático provocado por las emisiones de GEI se estudian en modelos de proyecciones realizados por varios institutos meteorológicos. Algunas de las consecuencias recopiladas por el IPCC son las siguientes:
- En los próximos veinte años las proyecciones señalan un calentamiento de 0,2 °C por decenio.
- Las proyecciones muestran la contracción de la superficie de hielos y de nieve. En algunas proyecciones los hielos de la región ártica prácticamente desaparecerán a finales del presente siglo. Esta contracción del manto de hielo producirá un aumento del nivel del mar de hasta 4-6 m.
- Habrá impactos en los ecosistemas de tundra, bosques boreales y regiones montañosas por su sensibilidad al incremento de temperatura; en los ecosistemas de tipo Mediterráneo por la disminución de lluvias; en aquellos bosques pluviales tropicales donde se reduzca la precipitación; en los ecosistemas costeros como manglares y marismas por diversos factores.
- Disminuirán los recursos hídricos de regiones secas de latitudes medias y en los trópicos secos debido a las menores precipitaciones de lluvia y la disminución de la evapotranspiración, y también en áreas surtidas por la nieve y el deshielo.
- Se verá afectada la agricultura en latitudes medias, debido a la disminución de agua.
- La emisión de carbono antropógeno desde 1750 está acidificando el océano, cuyo pH ha disminuido 0,1. Las proyecciones estiman una reducción del pH del océano entre 0,14 y 0,35 en este siglo. Esta acidificación progresiva de los océanos tendrá efectos negativos sobre los organismos marinos que producen caparazón.

El IPCC, entidad fundada para evaluar los riesgos de los cambios climáticos inducidos por los seres humanos, atribuye la mayor parte del calentamiento reciente a las actividades humanas. La NAC (National Academy of Sciences: Academia Nacional de Ciencias) de Estados Unidos también respaldó esa teoría. El físico atmosférico Richard Lindzen y otros escépticos se oponen a aspectos parciales de la teoría.
Para John Theodore Houghton, fundador del Centro Hadley y copresidente del grupo de evaluación científica del IPCC en sus primeros tres informes, está admitido que se producirá un daño generalizado por el aumento del nivel del mar y olas de calor, por inundaciones y sequías más frecuentes e intensas. El cambio climático antropogénico afectará seriamente a las próximas generaciones y a los ecosistemas mundiales. Su incidencia podría limitarse significativamente si se emprendiera una acción conjunta mundial de reducción de emisiones. Sería aconsejable mantener el incremento de la temperatura global solo en 2 °C por encima de la temperatura del periodo preindustrial, para ello la concentración de CO2 no debería superar las 450 ppm (hoy sobre 390 ppm). Esto implica que en 2050 las emisiones mundiales de CO2 deben reducirse al 50 % del nivel de 1990 (actualmente están 15 % por encima de ese nivel). En las dos próximas décadas también debería interrumpirse la deforestación tropical, responsable del 20 % de las emisiones de gases de tipo invernadero [cita requerida]
Para Nicholas Stern, exjefe del Servicio Económico del Gobierno del Reino Unido y execonomista jefe del Banco Mundial, para no superar 450 ppm de concentración atmosférica de CO2, se requerirá una reducción de las emisiones mundiales anuales de unas 50 gigatoneladas de CO2 equivalente en la actualidad a 35 gigatoneladas en 2030 y a 20 gigatoneladas en 2050. Para comprender el nivel del esfuerzo que se requiere, en la actualidad, las emisiones anuales por habitante son 12 toneladas en la Unión Europea, 23 toneladas en los Estados Unidos, 6 toneladas en China y 1,7 toneladas en la India. En 2050 la población mundial se estima será de 9000 millones, y las emisiones anuales por habitante se deberían reducir a dos toneladas de CO2 equivalente de media, para que el total anual mundial sea de 20 gigatoneladas. Aunque la industrialización de los países desarrollados desde el siglo XIX es la causante de los niveles actuales de GEI, son los países en desarrollo los más vulnerables a las consecuencias del cambio climático. Los países ricos deben apoyar financieramente a los países en desarrollo para que ejecuten planes de crecimiento económico con poco carbono y frenar la deforestación en sus países. Según los últimos cálculos el mundo en desarrollo para ajustarse al cambio climático precisa de los países ricos anualmente 100.000 millones de dólares para la adaptación y otros 100.000 millones para la mitigación de aquí al 2020.
Fatih Birol, economista jefe de la Agencia Internacional de Energía, señala la importancia de los países emergentes, pues con las políticas actuales, las estimaciones de la Agencia Internacional de Energía proyectan un crecimiento anual de la demanda de energía primaria global del 1,6 % mundial hasta 2030, de 11 730 millones de toneladas equivalentes de petróleo (Mtep) a 17 010 Mtep (un incremento del 45 % en apenas 20 años). China e India requerirán la mitad de este incremento, y los países no miembros de la OCDE en conjunto supondrán el 87 % del incremento del CO2, pasando su demanda total de energía mundial del 51 % en la actualidad a suponer el 62 % del total en 2030. También para él, es imprescindible una importante transformación en del sector energético. Hasta ahora la larga vida útil de gran parte de sus infraestructuras causa una lenta sustitución de sus equipos, lo que motiva que el empleo de tecnologías eficientes se demore. Los sectores público y privado deben aceptar la necesidad de inversiones adicionales y el retiro temprano de instalaciones inadecuadas, para acelerar el proceso y reducir las emisiones, especialmente en centrales de energía y en equipos. Los gobiernos deben dirigir esta transformación y orientar el consumo mediante medidas claras de tarificación, incluida la tarificación por emisiones de carbono. La energía renovable desempeñará un papel importante. Se calcula que la generación global de electricidad basada en energías renovables se duplicará entre 2006 y 2030.
Se debe tener en cuenta que existe una cantidad importante de vapor de agua (humedad y nubes) en la atmósfera terrestre, y que el vapor de agua es un gas de efecto invernadero. Si la adición de CO2 a la atmósfera aumenta levemente la temperatura, se espera que más vapor de agua se evapore desde la superficie de los océanos. El vapor de agua así liberado a la atmósfera aumenta a su vez el efecto invernadero. A este proceso se le conoce como la retroalimentación del vapor de agua (water vapor feedback en inglés). Es esta retroalimentación la causante de la mayor parte del calentamiento que los modelos de la atmósfera predicen que ocurrirá durante las próximas décadas. La cantidad de vapor de agua, así como su distribución vertical, son claves en el cálculo de esta retroalimentación.

Concentración de CO_{2} atmosférico medido en el observatorio de Mauna Loa: Curva de Keeling.

El papel de las nubes es también crítico. Las nubes tienen efectos contradictorios en el clima; cualquier persona ha notado que la temperatura cae cuando pasa una nube en un día soleado de verano, que de otro modo sería más caluroso. Es decir: las nubes enfrían la superficie reflejando la luz del Sol de nuevo al espacio. Pero también se sabe que las noches claras de invierno tienden a ser más frías que las noches con el cielo cubierto. Esto se debe a que las nubes también devuelven algo de calor a la superficie de la Tierra. Si el CO2 cambia la cantidad y distribución de las nubes podría tener efectos complejos y variados en el clima, ya que una mayor evaporación de los océanos contribuiría también a la formación de una mayor cantidad de nubes.
Los incrementos de CO2 medidos desde 1958 en Mauna Loa muestran una concentración que se incrementa a una tasa de cerca de 1,5 ppm por año. De hecho, resulta evidente que el incremento es más rápido de lo que sería un incremento lineal. El 21 de marzo del 2004 se informó de que la concentración alcanzó 376 ppm (partes por millón). Los registros del Polo Sur muestran un crecimiento similar al ser el CO2 un gas que se mezcla de manera homogénea en la atmósfera.

## Cooperación internacional sobre las emisiones de GEI antropogénicas

### Grupo Intergubernamental sobre el Cambio Climático
El Grupo Intergubernamental de Expertos sobre el Cambio Climático, conocido también por Panel Intergubernamental del Cambio Climático o más resumidamente por las siglas IPCC (Intergovernmental Panel on Climate Change), fue establecido en el año 1988 por la Organización Meteorológica Mundial (WMO, World Meteorological Organization) y el Programa Ambiental de las Naciones Unidas (UNEP, United Nations Environment Programme). El objetivo es asesorar a los gobiernos sobre los problemas climáticos y recopilar las investigaciones científicas conocidas en unos informes periódicos de evaluación. Estos informes de evaluación constan de varios volúmenes, y proporcionan todo tipo de información científica, técnica y socioeconómica sobre el cambio climático, sus causas, sus posibles efectos, y las medidas de respuesta correspondientes.
El Primer informe de evaluación del IPCC se publicó en 1990, y confirmó los elementos científicos que suscitaba preocupación acerca del cambio climático. A raíz de ello, la Asamblea General de las Naciones Unidas decidió preparar la Convención Marco sobre el Cambio Climático. Posteriormente el IPCC ha producido otros tres informes de evaluación en 1995, 2001 y 2007.
El Tercer informe de evaluación de 2001 expresaba una mayor comprensión de las causas y consecuencias del calentamiento mundial. Presentaba para finales del siglo XXI un calentamiento mundial de entre 1,4 y 5,8 °C que influiría en las pautas meteorológicas, los recursos hídricos, el ciclo de las estaciones, los ecosistemas, así como episodios climáticos extremos.
El cuarto, denominado Cambio climático 2007, reúne los últimos conocimientos de una amplia comunidad científica siendo realizado por más de 500 autores principales, 2000 revisores expertos y examinado por delegados de más de 100 países. Se incluyen algunas de las principales conclusiones de este informe:

1.-El calentamiento del sistema climático es inequívoco, como evidencian ya los aumentos observados del promedio mundial de la temperatura del aire y del océano, el deshielo generalizado de nieves y hielos, y el aumento del promedio mundial del nivel del mar.
2.-Observaciones efectuadas en todos los continentes y en la mayoría de los océanos evidencian que numerosos sistemas naturales están siendo afectados por cambios del clima regional, particularmente por un aumento de la temperatura.
3.-Las emisiones mundiales de GEI por efecto de actividades humanas han aumentado, desde la era preindustrial, en un 70 % entre 1970 y 2004.
4.-Las concentraciones atmosféricas mundiales de CO2, metano (CH4) y óxido nitroso (N2O) han aumentado notablemente por efecto de las actividades humanas desde 1750, y son actualmente muy superiores a los valores preindustriales, determinados a partir de núcleos de hielo que abarcan muchos milenios.
5.-Hay un alto nivel de coincidencia y abundante evidencia respecto a que con las políticas actuales de mitigación de los efectos del cambio climático y con las prácticas de desarrollo sostenible que aquellas conllevan, las emisiones mundiales de GEI seguirán aumentando en los próximos decenios.
IPCC: Cambio climático 2007 - Informe de síntesis

### Convención Marco de Naciones Unidas sobre el Cambio Climático
El tratado internacional Convención Marco de las Naciones Unidas sobre el Cambio Climático se firmó en 1992 y los países firmantes debían comenzar a considerar como reducir las emisiones de GEI y el calentamiento atmosférico. Los países firmantes acordaron el siguiente objetivo:

El objetivo último de la presente Convención... es lograr... la estabilización de las concentraciones de gases de efecto invernadero en la atmósfera a un nivel que impida interferencias antropógenas peligrosas en el sistema climático. Ese nivel debería lograrse en un plazo suficiente para permitir que los ecosistemas se adapten naturalmente al cambio climático, asegurar que la producción de alimentos no se vea amenazada y permitir que el desarrollo económico prosiga de manera sostenible.
Convención Marco de Naciones Unidas sobre el Cambio Climático: Artículo 2

En la Convención se solicitó a los países el establecimiento de inventarios precisos y periódicamente actualizados de las emisiones de gases de efecto invernadero. La Convención reconocía que lo elaborado solo era un documento marco, es decir, un texto que debía perfeccionarse y desarrollarse en el futuro orientando eficazmente los esfuerzos frente al calentamiento atmosférico. En este sentido la primera adición al tratado fue el Protocolo de Kioto que se aprobó en 1997.

### Protocolo de Kioto
| Federación de Rusia                         | 2.180 | 1.587 | -27,2  | 11,2 |
| Japón                                       | 1.065 | 1.236 | +16,1  | 9,7  |
| Alemania                                    | 950   | 798   | -16,0  | 9,7  |
| Canadá                                      | 432   | 573   | +32,5  | 17,4 |
| Reino Unido                                 | 553   | 523   | -5,4   | 8,6  |
| Francia                                     | 352   | 369   | +4,9   | 5,8  |
| Italia                                      | 398   | 438   | +10,0  | 7,4  |
| Australia                                   | 260   | 396   | +52,5  | 18,8 |
| Ucrania                                     | 688   | 314   | -54,5  | 6,8  |
| España                                      | 206   | 345   | +67,5  | 7,7  |
| Polonia                                     | 344   | 305   | -11,4  | 8,0  |
| Países sin compromiso en Kioto              |       |       |        |      |
| China                                       | 2.244 | 6.071 | +170,6 | 4,6  |
| Estados Unidos                              | 4.863 | 5.769 | +18,6  | 19,1 |
| India                                       | 589   | 1.324 | +124,7 | 1,2  |
| Corea del Sur                               | 229   | 489   | +113,1 | 10,1 |
| Irán                                        | 175   | 466   | +165,8 | 6,6  |
| México                                      | 293   | 438   | +49,5  | 4,1  |
| Indonesia                                   | 140   | 377   | +169,0 | 1,7  |
| Arabia Saudita                              | 161   | 358   | +121,7 | 14,8 |
| Brasil                                      | 193   | 347   | +79,8  | 1,8  |
| Sudáfrica                                   | 255   | 346   | +35,8  | 7,3  |
| Fuente: Agencia Internacional de la Energía |       |       |        |      |

El Protocolo de Kioto de 1997 fue una extensión de la Convención Marco de las Naciones Unidas sobre el Cambio Climático. Los países industrializados se comprometieron a reducir sus emisiones de gases de efecto invernadero. El objetivo es un recorte conjunto de las emisiones de gases de efecto invernadero de al menos el 5 % con respecto a los niveles de 1990 en el periodo de compromiso de 2008-2012. Las negociaciones fueron arduas y en 1997 se terminó un proceso que se había iniciado dos años y medio antes. El compromiso de reducción de emisiones lo adoptaron solo los países incluidos en el anexo I del protocolo, debiendo así mismo cada país ratificarlo para que el compromiso fuese vinculante.
Las emisiones que se acordaron limitar en los siguientes gases invernadero: dióxido de carbono (CO2), metano (CH4), óxido nitroso (N2O), hexafluoruro de azufre (SF6), así como dos grupos de gases: hidrofluorocarburos (HFC) y perfluorocarburos (PFC). Estos gases deben limitarse en los siguientes sectores: energía; procesos industriales, disolventes y otros productos; agricultura, cambio de uso de la tierra y silvicultura; y desechos.
Para que el Protocolo entrase en vigor debía ser ratificado por países incluidos en el anexo I que representaran al menos el 55 % del total de emisiones de 1990 incluidas en el mencionado anexo. Con la ratificación de Rusia en 2004 se llegó al 55 % y el Protocolo de Kioto entró en vigor.
Actualmente lo han firmado 184 partes, 183 países y la Unión Europea, y todos lo han ratificado salvo dos: Estados Unidos y Kazajistán.
| Emisiones de CO2 en el mundo procedentes de combustibles fósiles (en millones toneladas) | Emisiones de CO2 en el mundo procedentes de combustibles fósiles (en millones toneladas) | Emisiones de CO2 en el mundo procedentes de combustibles fósiles (en millones toneladas) | Emisiones de CO2 en el mundo procedentes de combustibles fósiles (en millones toneladas) | Emisiones de CO2 en el mundo procedentes de combustibles fósiles (en millones toneladas) | Emisiones de CO2 en el mundo procedentes de combustibles fósiles (en millones toneladas) | Emisiones de CO2 en el mundo procedentes de combustibles fósiles (en millones toneladas) |
| Descripción                                                                              | 1990                                                                                     | 2007                                                                                     | % Cambio 90-07                                                                           |                                                                                          |                                                                                          |                                                                                          |
| ---------------------------------------------------------------------------------------- | ---------------------------------------------------------------------------------------- | ---------------------------------------------------------------------------------------- | ---------------------------------------------------------------------------------------- | ---------------------------------------------------------------------------------------- | ---------------------------------------------------------------------------------------- | ---------------------------------------------------------------------------------------- |
| Total Países comprometidos en Kioto (AnexoI)                                             | 8.792                                                                                    | 8.162                                                                                    | -7,2 %                                                                                   |                                                                                          |                                                                                          |                                                                                          |
| Total Países sin compromiso en Kioto                                                     | 11.578                                                                                   | 17.778                                                                                   | 70,8 %                                                                                   |                                                                                          |                                                                                          |                                                                                          |
| Marina                                                                                   | 357                                                                                      | 610                                                                                      | 71,1 %                                                                                   |                                                                                          |                                                                                          |                                                                                          |
| Aviación                                                                                 | 254                                                                                      | 412                                                                                      | 62,3 %                                                                                   |                                                                                          |                                                                                          |                                                                                          |
| Total mundial                                                                            | 20.980                                                                                   | 28.962                                                                                   | 38,0 %                                                                                   |                                                                                          |                                                                                          |                                                                                          |
| Fuente: Agencia Internacional de la Energía                                              |                                                                                          |                                                                                          |                                                                                          |                                                                                          |                                                                                          |                                                                                          |

#### Países industrializados: acuerdo de limitación de emisiones GEI
Los países que engloban el anexo I son los países industrializados que pertenecen a la Organización de Cooperación y Desarrollo Económicos (OCDE) más algunos países con economías en transición, como la Federación de Rusia, países Bálticos y varios países de Europa central y oriental.
Cada país adquirió un compromiso individual de reducción de emisiones (-x %) o se puso un límite superior (+x %) con respecto a las emisiones que tenía en 1990. Los compromisos adquiridos son los siguientes: Estados Unidos (–7 %), Federación de Rusia (0 %), Japón (–6 %), Canadá (–6 %), Australia (+8 %), Ucrania (0 %), Polonia (–6 %), Bulgaria (–8 %), Croacia (–5 %), Eslovaquia (–8 %), Eslovenia (–8 %), Estonia (–8 %), Hungría (–6 %), Islandia (+10 %), Letonia (–8 %), Liechtenstein (–8 %), Lituania (–8 %), Mónaco (–8 %), Noruega (+1 %), Nueva Zelanda (0 %), República Checa (–8 %), Rumania (–8 %) y Suiza (–8 %).
La Unión Europea firmó un compromiso conjunto y único en nombre de todos sus países de reducir sus emisiones totales durante el periodo 2008-2012 en un 8 % respecto de las de 1990. No obstante, la Unión Europea, internamente, ha realizado un reparto a cada país otorgando un límite distinto en función de diversas variables económicas y medioambientales según el principio de «reparto de la carga». Se acordó de la siguiente manera: Alemania (–21 %), Austria (–13 %), Bélgica (–7,5 %), Dinamarca (–21 %), Italia (–6,5 %), Luxemburgo (–28 %), Países Bajos (–6 %), Reino Unido (–12,5 %), Finlandia (0,0 %), Francia (0,0 %), España (+15 %), Grecia (+25 %), Irlanda (+13 %), Portugal (+27 %) y Suecia (+4 %).
Solamente estos países están obligados a adoptar políticas que limiten sus emisiones de gases de efecto invernadero a lo acordado respecto a los niveles de 1990. Cada país comunica periódicamente sus inventarios nacionales de emisiones de GEI que son supervisados y examinados al objeto de cumplir de los objetivos fijados. En el cuadro adjunto se presenta la evolución de los inventarios nacionales de emisiones de GEI de los principales países emisores del Anexo I entre 1990 y 2006.

#### Estados Unidos: sin ratificar el Protocolo
Estados Unidos no ha ratificado el Protocolo. Las emisiones de CO2 de Estados Unidos en 2005 representaron el 25 % de las emisiones totales en el mundo.

#### Países en vías de desarrollo: sin restricciones de emisiones GEI
Los países en vías de desarrollo (los que no están incluidos en el anexo I del Protocolo), entre los que se encuentran China y la India, no están sujetos a restricciones de emisiones GEI. Los motivos son dos. Por un lado las emisiones históricas que están provocando el calentamiento actual las originaron en el pasado los países desarrollados. Por otro lado si se limitaran las emisiones de los países en vías de desarrollo no se permitiría su progresión. Así se señalaba y reconocía en el inicio del Tratado de la Convención: «Tomando nota de que, tanto históricamente como en la actualidad, la mayor parte de las emisiones de gases de efecto invernadero del mundo han tenido su origen en los países desarrollados, que las emisiones per cápita en los países en desarrollo son todavía relativamente reducidas y que la proporción del total de emisiones originada en esos países aumentará para permitirles satisfacer a sus necesidades sociales y de desarrollo». En virtud de ello China y la India que han ratificado el Protocolo de Kioto no se incluyen en el anexo I y no están obligadas a reducir sus emisiones. Las emisiones de CO2 de China y la India en 2005 suponían el 19 % y el 4,1 % de las emisiones totales en el mundo.
Los países no incluidos en el anexo I no deben presentar un inventario anual de emisiones de gases de efecto invernadero y tampoco se les somete a examen. En enero de 2007 eran 132 los países que habían presentado su inventario nacional inicial correspondiente al año 1994.

### La Conferencia de Cambio Climático de Copenhague en diciembre de 2009
Para la cumbre sobre el clima de Copenhague en diciembre de 2009, la ONU convocó a 192 países para acordar un límite a las emisiones de gases de efecto invernadero para el periodo entre 2012 y 2020. Este periodo de compromiso debía suceder al periodo 2008-2012, acordado en el protocolo de Kioto.
Anteriormente en septiembre de 2009, casi un centenar de jefes de Estado y de Gobierno participaron en la 64.ª Asamblea General de las Naciones Unidas dedicada al cambio climático que sirvió de preparación de la conferencia Copenhague. Esta 64.ª Asamblea General de las Naciones Unidas sirvió para conocer la posición en la negociación de Copenhague de las países que son grandes emisores de GEI y que todavía no están comprometidos con un programa de limitación de emisiones. Estos países representan más del 50 % de las emisiones totales:
- El presidente de Estados Unidos, Barack Obama, en su discurso del 22 de septiembre de 2009 en la Cumbre sobre Cambio Climático en la ONU, señaló que la amenaza del cambio climático es seria, es urgente y está aumentando... todos los pueblos —nuestra prosperidad, nuestra salud, nuestra seguridad— están en peligro. Y se nos está acabando el tiempo para revertir esta tendencia... durante demasiados años, la humanidad se ha demorado para responder o incluso reconocer la magnitud de la amenaza del clima... los países desarrollados que han causado tanto daño en nuestro clima durante el último siglo tienen la responsabilidad de ser líderes... Pero esos países en desarrollo y de rápido crecimiento que producirán casi todo el aumento en las emisiones mundiales de carbono en las próximas décadas también deben poner de su parte... será necesario que se comprometan a medidas internas enérgicas y a cumplir con dichos compromisos, de igual manera que los países desarrollados deben cumplir.[124]

- El presidente de China, Hu Jintao, anunció en la cumbre de la ONU sobre cambio climático, que su país intentará la reducción de emisiones de CO2 por unidad de PIB para 2020 con respecto al nivel de 2005 y el desarrollo de energía renovable y nuclear alcanzando un 15 % de energía basada en combustibles no fósiles.[125]

La conferencia se desarrolló en diciembre de 2009. Un primer borrador del acuerdo que se dio a conocer y que no se aprobó posteriormente, planteaba que las emisiones de CO2 en el año 2050 deben reducirse en todo el mundo a la mitad de los niveles existentes en 1990 y pretendía que se fijase un valor intermedio a cumplir en 2020.
Los países del G8 ya acordaron entre ellos en julio del 2009 limitar el aumento de la temperatura a 2 °C respecto a los niveles preindustriales. Sin embargo a inicitiava de los pequeños países insulares, que peligran si se produjera un aumento generalizado del nivel del mar por un deshielo masivo de los polos, un centenar de naciones en desarrollo solicitaron que el límite se estableciera en 1,5 °C.
En la primera semana de la cumbre se produjeron duras manifestaciones cruzadas entre los dos principales emisores mundiales de CO2, China y Estados Unidos. El segundo día, China dijo que los recortes de emisiones para 2020 ofrecidos por Estados Unidos, la UE y Japón eran insuficientes y que era fundamental tanto el objetivo de Estados Unidos sobre reducción de emisiones como el apoyo fianciero de Estados Unidos a las naciones en desarrollo. Todd Stern, el principal negociador estadounidense, señaló en el tercer día que China estaba aumentando sus emisiones de forma espectacular y que China no podía quedarse al margen del acuerdo y que el objetivo de Estados Unidos era una reducción de 17 % en 2020 respecto al nivel de 2005 (según denunciaron los chinos equivale a una reducción de un 1 % sobre el nivel de 1990). Stern hizo un llamamiento a la ONU para recaudar 10 billones de dólares para financiar en el periodo 2010-2012 la adaptación a corto plazo en los países vulnerables.
El acuerdo final se gestó entre cuatro grandes países emergentes y Estados Unidos en una reunión convocada por el primer ministro chino Wen Jiabao en la que participaron los presidentes de India, Brasil y Sudáfrica, incorporándose después el presidente de Estados Unidos. La delegación india propuso un tratado no vinculante que siguiera el modelo de la Organización Mundial del Comercio donde cada país declarará sus emisiones. Después de llegar al acuerdo a puerta cerrada, Barack Obama lo comunicó a la UE, que lo aceptó. El texto tenía solo tres folios e incluía de forma orientativa la reducción de emisiones que cadas país había presentado a la cumbre. Las reducciones definitivas debían presentarse el 1 de febrero de 2010. El pacto no incluía la verificación de emisiones que rechazaba China. La verificación se limitaba a un sistema «internacional de análisis y consultas» por definir.
Obama dijo que el sistema de consultas por definir «dirá mucho de lo que hace falta saber» y que «actualmente ya podemos saber mucho de lo que ocurre en un país con imágenes de satélite».
El acuerdo mantiene el objetivo de que la temperatura global no suba más de dos grados centígrados. Sobre cuando las emisiones deberán alcanzar su máximo solo se dice que «lo antes posible» y no establecen objetivos para 2050.
Este acuerdo no fue aceptado por unanimidad en la Convención pues lo rechazaron algunos países como Cuba, Bolivia y Nicaragua. Por ello los delegados del pleno de la Conferencia de la ONU sobre Cambio Climático renunciaron a votarlo y acordaron una fórmula de «tomar conocimiento» del documento.

### La Conferencia de Cambio Climático de Cancún en diciembre de 2010
Se consiguió un acuerdo que incluye a 193 países entre ellos Japón, EE. UU. y China que inicialmente tenían criterios muy diferentes. Solamente un país, Bolivia, se ha opuesto a este acuerdo.
El pacto alcanzado aplaza para 2011 la decisión fundamental de si un nuevo acuerdo sustituirá al Protocolo de Kioto, cuya vigencia termina en 2012, reconoce los compromisos voluntarios de reducción de emisiones de GEI que los países enviaron a la ONU después de la Cumbre de Copenhague, además se ha llegado a un acuerdo para reducir la deforestación.
La prolongación de los acuerdos de limitación de emisiones de GEI después de 2012 cuando termina la vigencia del Protocolo de Kioto, quedó condicionada como pidió Japón, al avance de la negociación con EE. UU. y China que actualmente no están sujetos a limitaciones de emisiones. EE. UU. ha aceptado la forma de controlar la reducción de emisiones a China: se realizarán consultas internacionales pero no serán ni intrusivas y respetarán la soberanía nacional.
El acuerdo reconoce la gravedad del calentamiento global y pide limitar el calentamiento a dos grados centígrados mencionando que una futura negociación podría limitarlo a 1,5 grados según solicitaban los pequeños estados isleños del Pacífico.
En el Plenario de la Conferencia, Maldivas, uno de los pequeños estados isla, afirmaba que el texto aprobado era muy equilibrado e incluye todo lo que pedimos de una forma o de otra. Igualmente Leshoto, representando al grupo de los países menos desarrollados, entendía que se había hecho un buen trabajo en equilibrar el documento y creía que era una buena base para seguir trabajando. Yemen, en nombre del G-77, elogió el trabajo muy destacado de la presidencia de la conferencia, México, por su labor de puente entre países ricos y pobres y por su esfuerzo de transparencia.